# Рубен Естлунд

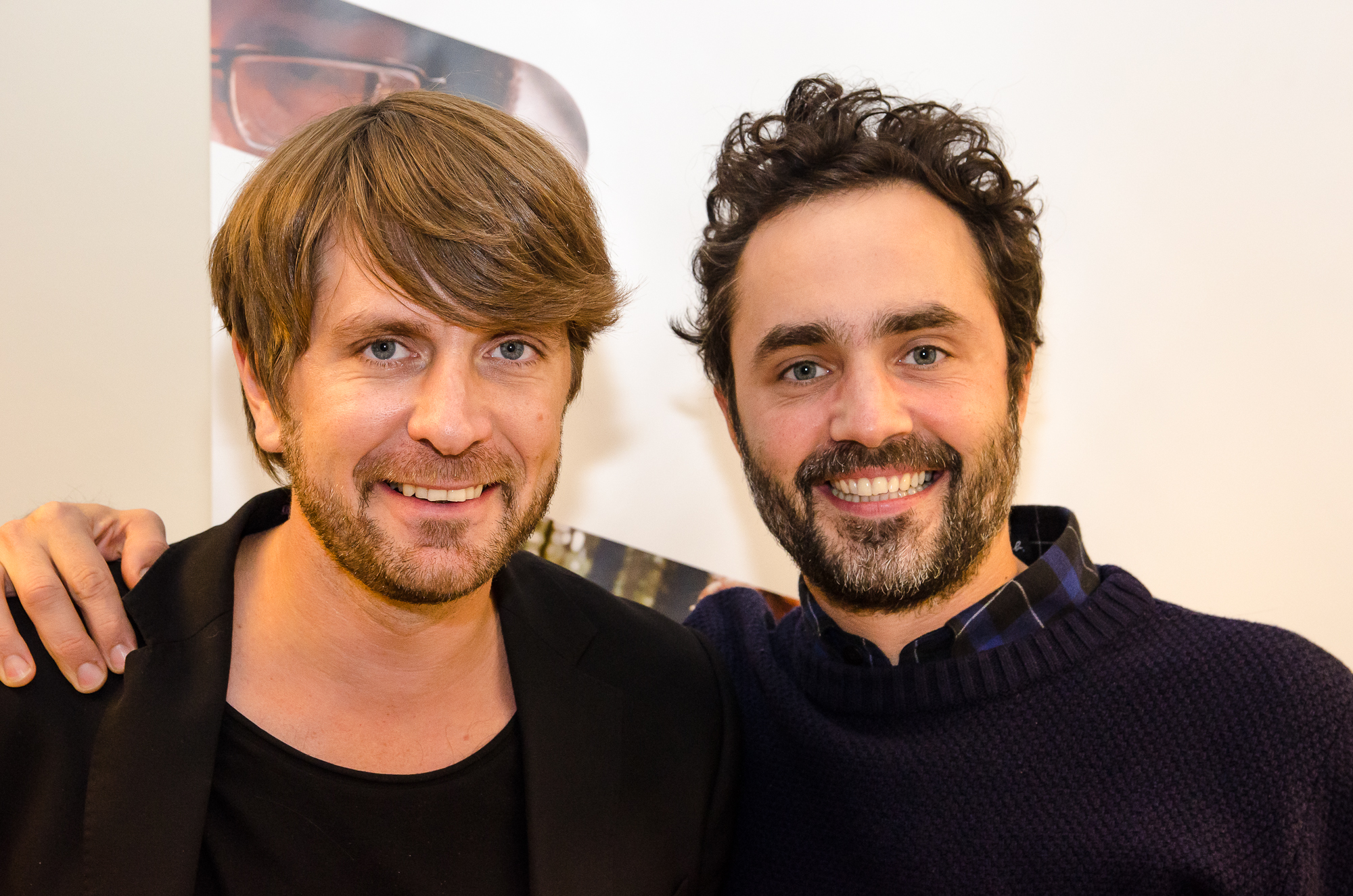
Рубен Естлунд з Еріком Геммендорффом, 2012

Клас О́лле Рубе́н Е́стлунд (швед. Claes Olle Ruben Östlund; нар. 13 квітня 1974, Стюрсе, Гетеборг, Швеція) — шведський кінорежисер та сценарист. Номінант та лауреат численних фестивальних та професійних кінонагород. Його фільм 2017 року «Квадрат» став володарем Золотої пальмової гілки 2017 року. Голова журі Каннського кінофестивалю 2023 року
.

## Біографія
Рубен Естлунд народився 13 квітня 1974 року на острові Стюрсе в комуні Гетеборг у Швеції. У 1990-х роках знімав фільми про лижників, а в 2001 році закінчив кіношколу в Гетеборзі, в яку він зміг поступити завдяки їм. Разом з Еріком Геммендорффом став засновником продюсерської компанії Plattform Produktion, яка надалі продюсувала його фільми.
Короткометражний фільм Естлунда «Випадок у банку» виграв Золотого ведмедя за найкращий короткометражний фільм на Берлінському кінофестивалі та Гран-прі на кінофестивалі в Тампере 2011 року. 2016 року Рубен Естлунд входив до складу журі «Особливого погляду» на 69-му Каннському міжнародному кінофестивалі.

Повнометражний фільм Рубена Естлунда 2017 року «Квадрат» брав участь в основній конкурсній програмі 70-го Каннського кінофестивалю, отримавши головну нагороду — Золоту пальмову гілку.  У 2018 році фільму був номінований на премію «Оскар» Американської кіноакадемії в категорії «Найкращий фільм іноземною мовою».

## Фільмографія
|      | Рік | Назва українською                    | Оригінальна назва            | Режисер | Сценарист | Монтажер | Оператор |
| ---- | --- | ------------------------------------ | ---------------------------- | ------- | --------- | -------- | -------- |
| 2001 | к/м | Нехай інші укладають угоду з любов'ю | Låt dom andra sköta kärleken | Так     |           |          |          |
| 2002 | к/м |                                      | Kalle och bollhavet          |         |           | Так      |          |
| 2004 |     | Гітара-монголоїд                     | Gitarrmongot                 | Так     | Так       |          |          |
| 2005 | к/м | Автобіографічна сцена номер 6882     | Scen nr: 6882 ur mitt liv    | Так     | Так       | Так      | Так      |
| 2008 |     | Добровільно-примусово                | De ofrivilliga               | Так     | Так       | Так      |          |
| 2010 | к/м | Випадок у банку                      | Händelse vid bank            | Так     | Так       | Так      |          |
| 2011 |     | Гра                                  | Play                         | Так     | Так       |          |          |
| 2014 |     | Форс-мажор                           | Turist                       | Так     | Так       |          |          |
| 2017 |     | Квадрат                              | The Square                   | Так     | Так       |          |          |
| 2022 |     | Трикутник смутку                     | Triangle of Sadness          | Так     | Так       |          |          |

## Визнання
| Рік                                                | Категорія                                           | Фільм                                | Результат |
| -------------------------------------------------- | --------------------------------------------------- | ------------------------------------ | --------- |
| Премія «Золотий жук»                               |                                                     |                                      |           |
| 2002                                               | Найкращий документальний фільм                      | Нехай інші укладають угоду з любов'ю | Номінація |
| 2006                                               | Найкращий короткометражний фільм                    | Автобіографічна сцена номер 6882     | Номінація |
| 2009                                               | Найкраща режисура                                   | Добровільно-примусово                | Номінація |
| 2009                                               | Найкращий сценарій                                  | Добровільно-примусово                | Номінація |
| 2012                                               | Найкраща режисура                                   | Гра                                  | Перемога  |
| 2012                                               | Найкращий сценарій                                  | Гра                                  | Номінація |
| 2015                                               | Найкраща режисура                                   | Форс-мажор                           | Перемога  |
| 2015                                               | Найкращий сценарій                                  | Форс-мажор                           | Перемога  |
| 2015                                               | Найкращий монтаж                                    | Форс-мажор                           | Перемога  |
| Единбурзький міжнародний кінофестиваль             |                                                     |                                      |           |
| 2005                                               | Приз за найкращий короткометражний фільм            | Автобіографічна сцена номер 6882     | Перемога  |
| Гамбурзький кінофестиваль короткометражних фільмів |                                                     |                                      |           |
| 2005                                               | Приз Франсуа Оде                                    | Автобіографічна сцена номер 6882     | Перемога  |
| Міланський кінофестиваль                           |                                                     |                                      |           |
| 2005                                               | Приз Aprile                                         | Автобіографічна сцена номер 6882     | Перемога  |
| 2008                                               | Спеціальна згадка                                   | Добровільно-примусово                | Перемога  |
| Московський міжнародний кінофестиваль              |                                                     |                                      |           |
| 2005                                               | Золотий «Святий Георгій»                            | Гітара-монголоїд                     | Номінація |
| 2005                                               | Приз ФІПРЕССІ                                       | Гітара-монголоїд                     | Перемога  |
| Женевський міжнародний кінофестиваль               |                                                     |                                      |           |
| 2008                                               | Найкращий режисер                                   | Добровільно-примусово                | Перемога  |
| Стокгольмський міжнародний кінофестиваль           |                                                     |                                      |           |
| 2008                                               | Бронзовий кінь                                      | Добровільно-примусово                | Номінація |
| 2008                                               | Приз за найкращий сценарій                          | Добровільно-примусово                | Перемога  |
| 2008                                               | Приз глядацьких симпатій                            | Добровільно-примусово                | Перемога  |
| 2011                                               | Бронзовий кінь                                      | Гра                                  | Номінація |
| Каннський міжнародний кінофестиваль                |                                                     |                                      |           |
| 2008                                               | Приз «Особливий погляд»                             | Добровільно-примусово                | Номінація |
| 2011                                               | Coup de coeur                                       | Гра                                  | Перемога  |
| 2014                                               | Приз «Особливий погляд»                             | Форс-мажор                           | Номінація |
| 2014                                               | Приз журі «Особливий погляд»                        | Форс-мажор                           | Перемога  |
| 2017                                               | Золота пальмова гілка                               | Квадрат                              | Перемога  |
| Брюссельський європейський кінофестиваль           |                                                     |                                      |           |
| 2008                                               | Золотий Ірис за найкращий фільм                     | Добровільно-примусово                | Перемога  |
| Берлінський міжнародний кінофестиваль              |                                                     |                                      |           |
| 2010                                               | Золотий ведмідь за найкращий короткометражний фільм | Випадок у банку                      | Перемога  |
| Краківський кінофестиваль                          |                                                     |                                      |           |
| 2010                                               | Срібний дракон за найкращий художній фільм          | Випадок у банку                      | Перемога  |
| 2010                                               | Приз студентського журі за короткометражний фільм   | Випадок у банку                      | Перемога  |
| Токійський міжнародний кінофестиваль               |                                                     |                                      |           |
| 2011                                               | Гран-прі Токіо                                      | Гра                                  | Номінація |
| 2011                                               | Найкращий режисер                                   | Гра                                  | Перемога  |
| Кінофестиваль «Роберт»                             |                                                     |                                      |           |
| 2015                                               | Найкращий не-американський фільм                    | Форс-мажор                           | Перемога  |
| Премія «Боділ»                                     |                                                     |                                      |           |
| 2015                                               | Найкращий не-американський фільм                    | Форс-мажор                           | Перемога  |
| Премія BAFTA                                       |                                                     |                                      |           |
| 2016                                               | Найкращий фільм не англійською мовою                | Форс-мажор                           | Номінація |
| Премія Європейської кіноакадемії                   |                                                     |                                      |           |
| 2017                                               | Найкращий європейський фільм                        | Квадрат                              | Перемога  |
| 2017                                               | Найкращий комедійний фільм                          | Квадрат                              | Перемога  |
| 2017                                               | Найкращий режисер                                   | Квадрат                              | Перемога  |
| 2017                                               | Найкращий сценарист                                 | Квадрат                              | Перемога  |
| Премія «Сезар»                                     |                                                     |                                      |           |
| 2018                                               | Найкращий фільм іноземною мовою                     | Квадрат                              | Номінація |
| Премія «Оскар»                                     |                                                     |                                      |           |
| 2018                                               | Найкращий фільм іноземною мовою                     | Квадрат                              | Номінація |
| Премія «Давид ді Донателло»                        |                                                     |                                      |           |
| 2018                                               | Найкращий європейський фільм                        | Квадрат                              | Перемога  |